# وزوزک‌ها
وزوزک‌ها (نام علمی: Zyzzyx chilensis) نام یک گونه از تیره ماسه‌زنبوران است.